# بازیابی (حافظه)
بازیابی یعنی جستجو در حافظهٔ فعال، جستجویی که در ان ، در هر بار فقط یک عنصر و یکی پس از دیگری مورد بررسی قرار می‌گیرد. این جستجو ظاهراً با سرعتی برابر ۴۰ هزارم ثانیه برای هر عنصر عمل می‌کند. این کار بسیار سریع تر از ان است که مردم متوجه ان بشوند.